# Дамир Шпица
Дамир Шпица (Бања Лука, 11. новембар 1962) бивши је југословенски фудбалер.

## Каријера
Дамир Шпица је рођен 11. новембра 1962. године у Бањој Луци. Са седам година почео је да тренира фудбал у Наприједу код Милана Влајића и тамо је играо до шеснаесте године, а затим прелази у млађе категорије Борца. За јуниоре Борца је играо од 1977. до 1979. године. Дебитовао је за први тим Борца 1979. године. Након неколико тешких сезона без успеха, Борац је почео да прави запаженије резултате. Шпица је све време био стандардни првотимац. Највећи успех са клубом је био када су освојили Куп Југославије 1988. године. Победили су у финалу купа са 1:0 Црвену звезду на стадиону ЈНА, а Шпица је као капитен подигао пехар.
Након 12 година играња за Борац, године 1991. одлази у Грчку у фудбалски клуб Атинаикос и ту је био четири године. Једну годину је играо на Кипру за екипу Омоније Арадипу. Фудбалску каријеру је завршио у грчком тиму Керкира са Крфа 1998. године. У периоду од 2004. до 2006. године је био директор омладинске селекције и директор клуба на Крфу.

## Трофеји
- Борац Бања Лука
  - Куп Југославије: 1988.